# 伊達晴宗
伊達 晴宗（だて はるむね）は、陸奥国の戦国大名。官位は従四位下・左京大夫。伊達氏15代当主。伊達政宗の祖父。

## 生涯
永正16年（1519年）、14代当主・伊達稙宗の長男として誕生。天文2年（1533年）、室町幕府12代将軍・足利義晴の偏諱を受けて、晴宗と名乗った。
天文11年（1542年）6月、父・稙宗がさらに勢力を拡大するため、越後国守護・上杉定実の養子に弟・時宗丸を出そうとした（養子縁組の準備として時宗丸には定実から一字を拝領して実元と名乗らせた）ことと、義兄・相馬顕胤に伊達領を割譲しようとしたことに反対し、重臣の中野宗時・桑折景長らと共謀して父を西山城に幽閉し、実元の養子縁組を阻止した。
ところが、父・稙宗は小梁川宗朝によって西山城から救出され、さらに稙宗が奥州諸侯を糾合して晴宗と争う構えを見せたため、天文の乱が勃発した。この内乱は始め稙宗方が優勢で、晴宗方は敗戦続きであったが、天文16年（1547年）にそれまで稙宗を支持していた蘆名盛氏が田村氏や二階堂氏との対立により晴宗方に寝返ったことから形勢が逆転し、天文17年（1548年）3月に13代将軍・足利義藤の停戦命令を受けて、同年9月には晴宗方優位のうちに和睦が成立。晴宗が家督を相続して15代当主となり、稙宗は丸森城に隠居した。しかし、実際にはその後も父子の不和は収まらなかったとされる。
当主となった晴宗は米沢城に本拠を移すと、天文の乱により動揺した伊達氏家臣団の統制に着手する。天文22年（1553年）1月17日には、『晴宗公采地下賜録』を作成し、天文の乱の最中に両陣営によって濫発された安堵状を整理して、新たに家臣団の所領と家格の確定を行い、同年には和睦を不服として抗戦を続けていた懸田俊宗・義宗父子を滅ぼした。しかし、中野宗時を始めとする天文の乱で晴宗方の主力を担った家臣には守護不入権などの様々な特権を付与せざるを得ず、晴宗政権は宗時らを中心に運営されていくこととなる。しかし、晴宗は6男5女（全て正室・久保姫の子）と子供に恵まれたが、岩城氏・二階堂氏との縁組を除いては伊達実元や小梁川盛宗など一族・重臣に娘を嫁がせている（晴宗の子女の奥州諸勢力との縁組の多くは晴宗の隠居後に輝宗によって遂行されたものであった）。
天文24年（1555年）、幕府から奥州探題職に補任された。父・稙宗が陸奥守護に補任された際は大崎氏の奥州探題職を否定していないが、晴宗の補任は伊達氏の家格上昇を示すと共に、従来の幕府地方統治方針を変更するものだった。ただし、天文24年の晴宗の左京大夫補任と守護代である桑折景長への毛氈鞍覆と白傘袋の使用認可によって事実上の奥州探題には任じられてはいたものの、正式な奥州探題職の創設と晴宗の任命は永禄2年（1559年）の春（5月以前）であったとする説もある。これは伊達氏の探題就任については幕府も了承はしていたものの、幕府が探題格という既成事実を作った上で、実際に探題職に任命するという、慎重な手続を採用したことからであるとされている。
永禄6年（1563年）の幕府により認可された全国大名衆50余名の中で、奥州（陸奥国）では蘆名盛氏と晴宗だけが大名として認められるという栄誉を受けている。
永禄8年（1565年）、二男・輝宗に家督を譲って信夫郡杉目城に隠居した。ただし、この時点では依然として晴宗と中野宗時らが家中を統制していた。
同年、蘆名盛氏が二階堂盛義（晴宗長女・阿南姫の婿）と対立し岩瀬郡に進攻すると、二階堂氏救援のために桧原を攻撃したが撃退され、永禄9年（1566年）に盛義が降伏すると、盛氏の嫡男・盛興に四女・彦姫（輝宗の養女となる）を嫁がせる条件で伊達・蘆名間でも和平が成立した。しかし、隠居の晴宗はこの縁組に反対して輝宗と対立、輝宗は彦姫を自分の養女として縁組を結んだ上で、万が一晴宗と輝宗が争った場合には盛氏が輝宗を援助する密約まで交わしたという。
永禄8年6月19日（1565年7月16日）、伊具郡丸森城に隠居していた父・稙宗が死去すると相馬盛胤が丸森城を接収し、さらに伊具郡各所を手中に収めていく。このため天文の乱以来の伊達・相馬間での抗争が再燃し、以後およそ二十年間わたって丸森城をめぐる攻防が展開されることとなる。
隠居したとはいえ一向に実権を手放さない晴宗に対して、当主となった輝宗は不満を隠さず、両者の間にはしばしば諍いが生じていたが、永禄13年（1570年）4月、輝宗により中野宗時・牧野久仲父子が謀反の疑い有りとして追放される（元亀の変）と、実権は完全に輝宗の手に移り、晴宗は杉目城に閑居する。以後は父子の関係も改善され、晩年には杉目城に一門や家来衆を招いてたびたび宴会を催し、その席では孫の梵天丸（のちの伊達政宗）が和歌を披露したという。
天正5年12月5日（西暦では翌1578年1月）、杉目城で死去。享年59。

## 人物・逸話
- 晴宗が正室の久保姫を娶った経緯については、当初久保姫は父・岩城重隆の意向で結城晴綱に嫁ぐことになっていたが、久保姫の美貌を知って惚れ込んでいた晴宗が自ら軍勢を率いて輿入れの行列を襲撃して久保姫を連れ去り、強引に正室にしたとされている[8]。晴宗と久保姫の夫婦仲は良く、長男の親隆を岩城氏に入嗣させていたこともあって岳父・重隆との関係も改善され、天文の乱に際して援助を受けている。久保姫は晴宗没後に出家し、宝積寺を建立して亡き夫を供養した。その後は、孫の政宗を頼って宮城郡根白石に移住し、同地で文禄3年（1594年）に74歳で没した。
- 黒嶋敏は、稙宗は6人の側室を持って対外進出に積極的で奥州の諸家との婚姻や養子縁組に積極的であったのに対し、晴宗の側室の存在は確認できず有力な一族や家臣との婚姻を進めて家中の統制に留意しているところから、天文の乱に至る背景として稙宗と晴宗の性格の違いにもあったのではないか、と推測する。同時に黒嶋は晴宗の子女の縁組でも蘆名氏や佐竹氏との婚姻や留守氏・国分氏・石川氏への養子縁組も輝宗期の成立で、稙宗と輝宗の政策の共通性を指摘して、稙宗と輝宗の外交政策における思考の近さと晴宗との違いを指摘している[2]。
- 江戸時代、伊達騒動を経て元禄期に入った仙台藩では藩史編纂が盛んとなり、『伊達正統世次考』・『伊達治家記録』などが編纂された。その中で天文の乱で父と争い、子と争って元亀の変の一因を作った晴宗は「暗君」、それを支えた中野宗時・桑折景長は「姦臣」扱いされるようになる。その背景として、藩祖・伊達政宗の父である輝宗が顕彰の対象になったのに対してその輝宗とも争った晴宗が否定的にみられた[9]こと、2度にわたる御家騒動のきっかけを作った晴宗が同様に大規模な御家騒動に発展した伊達騒動を引き起こした伊達綱宗（政宗の孫）と同じように否定的に扱われたことにあった。更に「姦臣」とされた中野宗時と桑折景長の子孫が元禄の仙台藩にはいなかった（桑折氏の宗家は宇和島藩に仕え、仙台藩に残った分家は景長の曾孫にあたる原田宗輔が伊達騒動における逆臣とされた影響で断絶に追い込まれていた）ことなどが挙げられる[10]。中野宗時と桑折景長が「姦臣」と位置づけられた結果、天文の乱は晴宗が彼らに唆されたとされ、元亀の変も中野の専横の結果とする説明が可能となり、仙台藩（伊達氏）の歴史観として確立されることになる[11]。

## 系譜
子女は6男5女
- 父：伊達稙宗（1488-1565）
- 母：泰心院 - 蘆名盛高の娘
- 兄弟姉妹
  - 長女：屋形御前（1505-1547） - 相馬顕胤室、法名：月林秋公大禅定尼
  - 女子：蘆名盛氏正室
  - 女子 - 夭折
  - 長男：伊達晴宗
  - 次男：大崎義宣（1526-1550）
  - 男子：伊達玄蕃丸 - 夭折
  - 男子：伊達実元（1527-1587）
  - 女子：二階堂照行室
  - 女子：田村隆顕室
  - 男子：伊達宗澄
  - 女子：懸田俊宗室
  - 六男：桑折宗貞 - 桑折景長の養子
  - 七男：葛西晴清（1517-1547）
  - 八男：梁川宗清（1532-1605）
  - 男子：村田宗殖 - 村田近重の養子
  - 男子：極楽院宗栄 - 極楽院善栄の養子
  - 男子：亘理綱宗 - 亘理宗隆の養子
  - 十二男：亘理元宗（1530-1594） - 亘理宗隆の養子
  - 男子：大有康甫 - 東昌寺14世住職
  - 男子：伊達七郎 - 夭折
  - 女子：越河御前 - 相馬義胤正室
- 正室：久保姫（1521-1594） - 栽松院、杉目御前、笑窪御前、岩城重隆の長女
  - 長男：岩城親隆（?-1594） - 岩城重隆の養子
  - 長女：阿南姫（1541-1602） - 大乗院、二階堂盛義正室
  - 男子：伊達輝宗（1544-1585）
  - 次女：鏡清院 - 伊達実元正室
  - 三女：益穂姫-小梁川盛宗室
  - 三男：留守政景（1549-1607） - 留守顕宗の養子
  - 四男：石川昭光（1550-1622） - 石川晴光の養子
  - 五男：飯坂清宗(久保姫の8番目の子)
  - 四女：彦姫（1552?-1588） - 伊達輝宗の養女、蘆名盛興正室、のち蘆名盛隆正室
  - 五女：宝寿院 - 佐竹義重正室
  - 六男：国分盛重（1553-1615）
  - 七男：杉目直宗（?-1584）